# كارولين مورتيمر
كارولين مورتيمر (بالإنجليزية: Caroline Mortimer)‏ (و. 1942 – م) هي ممثلة، من المملكة المتحدة.

## التعليم
تعلمت في الأكاديمية الملكية للفنون المسرحية، في تخصص تمثيل.

## وصلات خارجية
- كارولين مورتيمر على موقع IMDb (الإنجليزية)
- كارولين مورتيمر على موقع أول موفي (الإنجليزية)
- كارولين مورتيمر على موقع قاعدة بيانات الأفلام السويدية (السويدية)
- كارولين مورتيمر على موقع كينوبويسك (الروسية)